# Grote treinroof

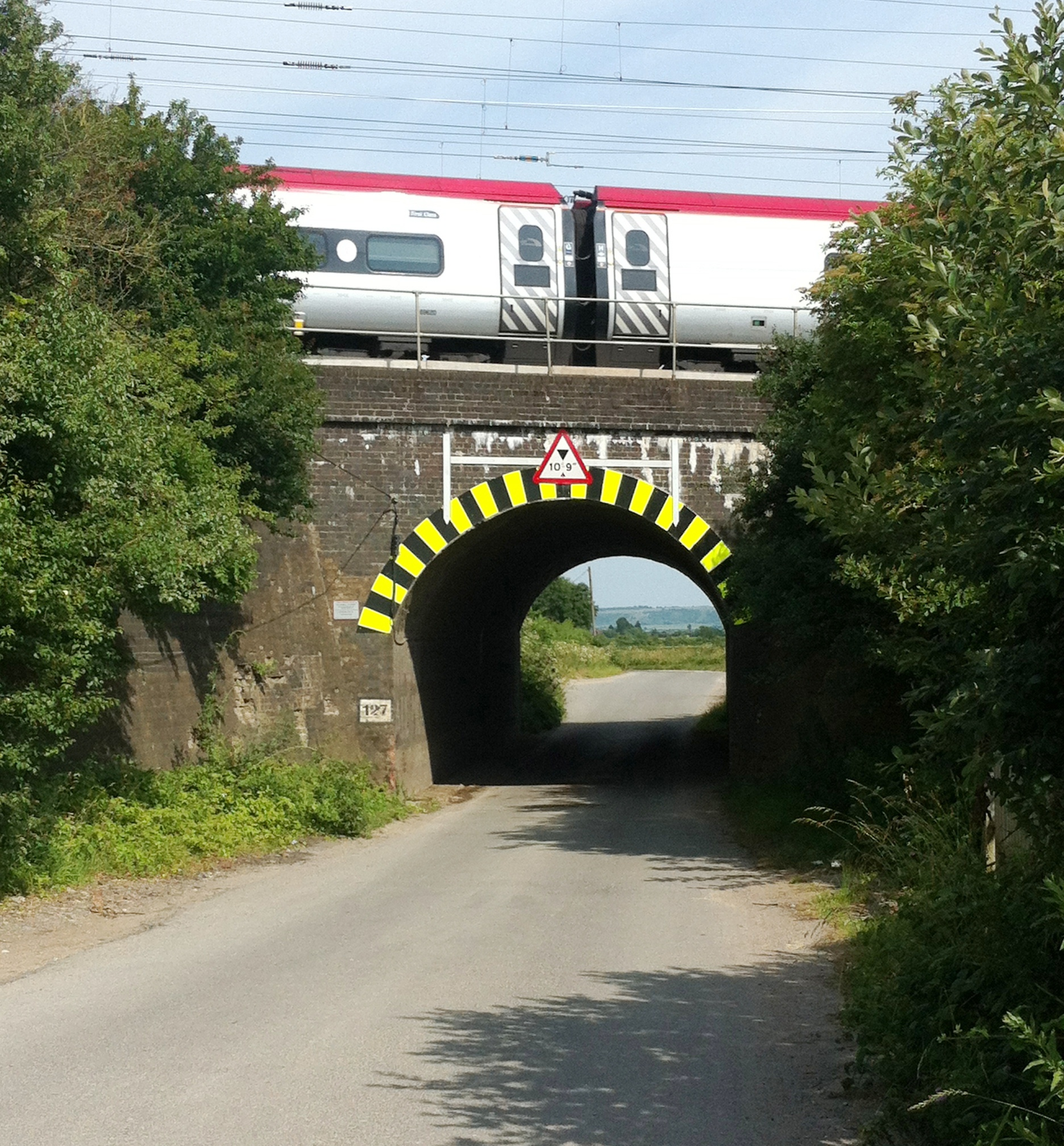
Het spoorwegviaduct waar de 120 geldzakken in een oude legervrachtwagen werden overgeladen (foto van juli 2013)

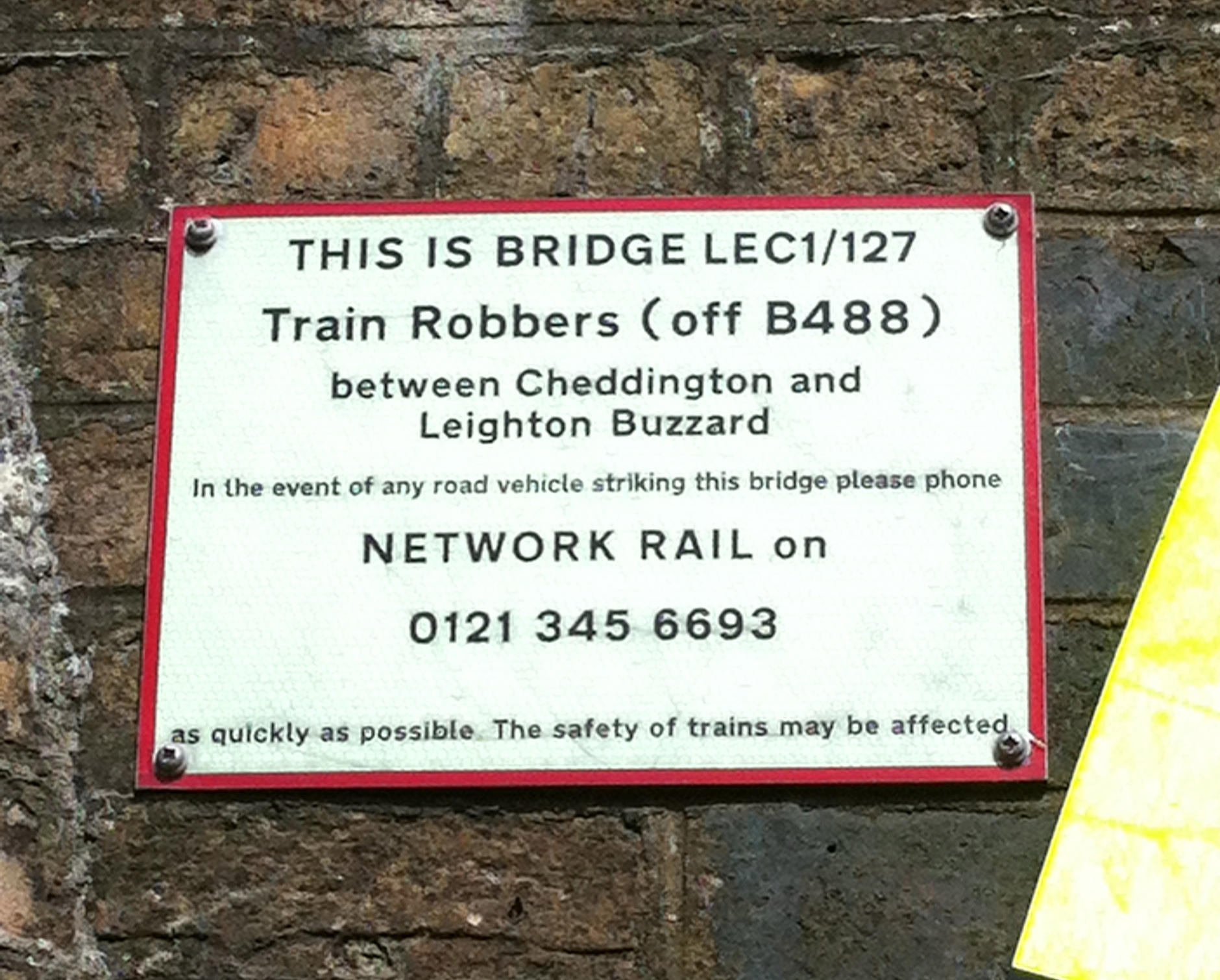
Een plaquette op het spoorwegviaduct die herinnert aan de treinroof (juli 2013)

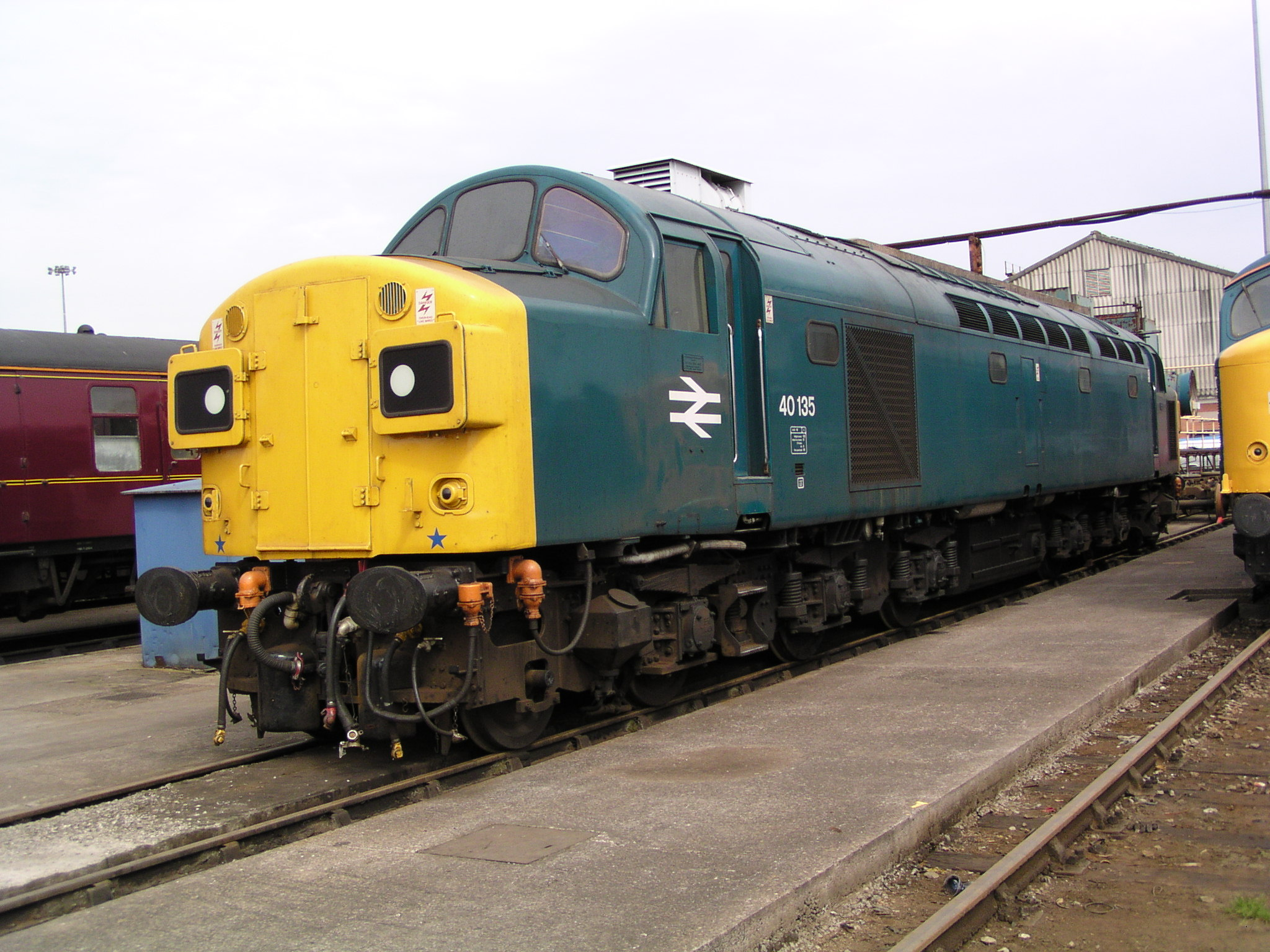
Een locomotief van het type dat bij de treinroof werd overvallen

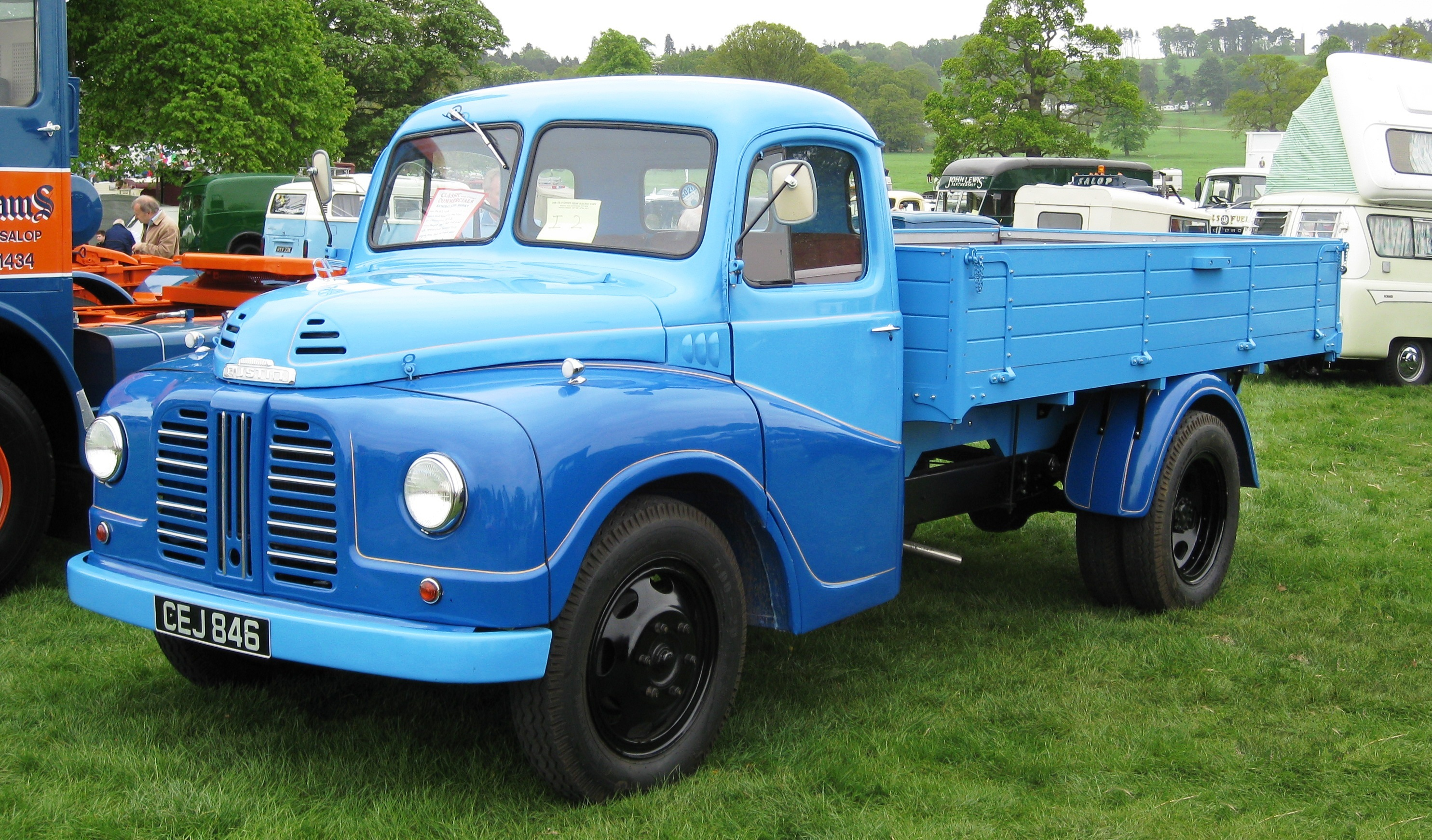
Een Austin Loadstar uit begin jaren vijftig, het type dat ook bij de roof werd gebruikt. De originele, kakikleurige legervrachtwagen werd bij een brandstichting in 2009 bijna verwoest.

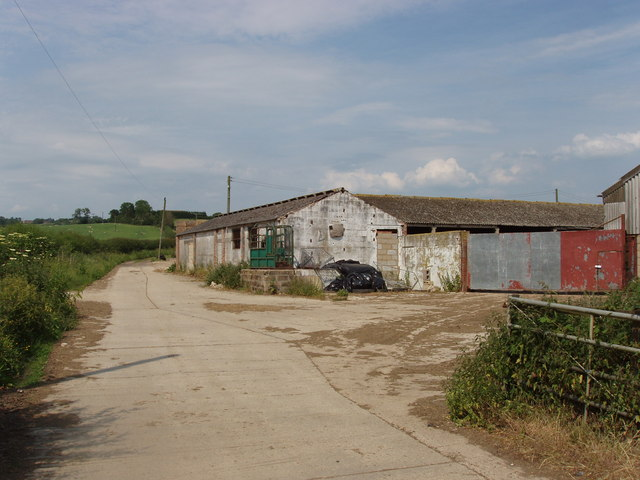
Leatherslade Farm bij Oakley, de schuilplaats van de bende (juni 2006)

De grote treinroof (Engels: The Great Train Robbery) is de naam die gegeven is aan een nachtelijke overval op 8 augustus 1963 op de posttrein van Glasgow naar Londen in Groot-Brittannië. Deze roof werd gepleegd door een goed georganiseerde bende. Bij deze grootste treinroof uit de geschiedenis maakten de rovers 2,6 miljoen Britse pond buit. De mannen gingen nauwgezet en vrijwel zonder geweld te werk; alleen de machinist van de trein raakte gewond.

## Daders
De mannen die aanwezig waren bij de overval waren: Ronald Biggs, Roger Cordrey, John Daly, Ronald "Buster" Edwards, Douglas Gordon Goody, James Hussey, Roy James, Bill Jennings, Bruce Reynolds (de leider van de groep), Robert Welch, James White (een oorlogsveteraan uit de slag om Arnhem), Charles Wilson, Thomas Wisbey en drie onbekenden die nooit werden opgepakt, bijgenaamd "Frank Monroe", "Alf Thomas" en "Stan Agate" (ook wel Peter, "Old Pete" of "Pop" genoemd), een oud-machinist die de trein had moeten besturen, maar wat mislukte.
De meesten waren begin dertig, "Stan Agate" was in de zestig.

## Tijdlijn van de gebeurtenissen

### Voorbereidingen
- Half juli 1963 - Handlangers van de treinrovers kopen Leatherslade Farm, een afgelegen boerderij even buiten Oakley, op zo'n 45 km afstand van de plaats van de overval, die de weken erna als schuilplaats van de bende zal dienen.
- 21 juli - Een van de voertuigen die later bij de roof gebruikt zal worden, een Land Rover Series II, wordt gestolen in Londen en op Leatherslade Farm groen geverfd.
- 23 juli - James (Jimmy) White koopt bij een autohandelaar in Londen de oude, kakikleurige Austin Loadstar-legerwagen met laadbak die voor het vervoer van de geroofde geldzakken gebruikt zal worden.
- 31 juli - White koopt bij een andere autohandelaar in Londen de derde wagen, een afgedankte groene Land Rover Series I, die hij op 3 augustus ophaalt.
- De bende verkent in de aanloop naar de roof meermalen de route tussen de boerderij en de plaats delict.

### Mislukte poging
7 augustus 1963
- 02.30 - De treinrovers verzamelen zich bij spoorwegviaduct Bridego Bridge, maar wanneer alles langer duurt dan zij verwachten, besluiten ze de overval 24 uur uit te stellen en vertrekken.

### Treinroof
7 augustus 1963
- 18.50 - De posttrein, bestaande uit vijf rijtuigen getrokken door een diesellocomotief, D326, uit de reeks Class 40, vertrekt vanaf station Glasgow Central met als eindbestemming London Euston, waar het na een reis van 645 km om 3.59 uur moet arriveren.
- 19.32 - De trein stopt op station Carstairs, waar vier rijtuigen worden aangekoppeld, en vertrekt dertien minuten later.
- 20.54 - De trein arriveert op station Carlisle, waar nog eens drie rijtuigen worden aangekoppeld.
- 22.53 - De trein, inmiddels twaalf rijtuigen lang, arriveert op station Preston en vertrekt daar tien minuten later.
- 23.36 - De trein arriveert op station Warrington Central Station en vertrekt daar zeven minuten later.

8 augustus
- De trein arriveert op station Crewe, waar machinist Jack Mills (57) en zijn assistent stoker David Whitby (26) de locomotief overnemen, en vertrekt daar om 0.30 uur.
- 00.30 - Op hun drie weken eerder door handlangers gekochte boerderij Leatherslade Farm even buiten Oakley, op 45 km afstand van de plaats van de overval, stappen de treinrovers in hun voertuigen: twee Land Rovers (Series I en Series II) en een oude Austin Loadstar-legerwagen.
- 01.30 - Rond deze tijd arriveert het autokonvooi bij brug 127 oftewel spoorwegviaduct Bridego Bridge. Roy James en Roger Cordrey klimmen daarna in een telefoonpaal om de draden door te knippen en zo de communicatieverbindingen lam te leggen.
- De trein arriveert op het station in Tamworth, waar nog twee postsorteerders op de trein stappen.
- De trein arriveert op station Rugby en vertrekt daar om 02.16 uur.
- De treinrovers bereiden de sabotage van de spoorwegseinen voor, waarbij, zodra de trein nadert, met behulp van 6-voltbatterijen één sein op geel moet worden gezet en een ander, zo'n 300 meter zuidelijker bij Sears Crossing, op rood. Dit is de plaats waar de trein tot stilstand moet komen. De groene seinen moeten tegelijkertijd worden afgedekt.
- 02.45 - Ingenieur Robert Hutchinson van de General Post Office wordt gebeld door een telefooncentrale met de mededeling dat er problemen zijn met de telefoonverbindingen (veroorzaakt door de doorgeknipte kabels).
- 02.58 - De trein passeert Leighton Buzzard. Bruce Reynolds neemt de lichten van de trein in de verte waar en de seinen worden op geel en rood gezet. Rond dezelfde tijd gaat bij Leighton Buzzard een alarmbel af, doordat John Daly, tegen de instructies in, bij het op geel zetten het groene sein niet heeft afgedekt maar de lamp heeft losgeschroefd. Het alarm wordt opgemerkt door seinwachter Wyn-de-Bank.
- 03.03 - De trein komt tot stilstand bij het rode sein. Whitby klimt meteen daarna uit de locomotief.
- Whitby en Mills worden overmeesterd, waarbij de laatste door een klap op zijn hoofd gewond raakt.
- De treinrovers koppelen het tweede en derde rijtuig los van elkaar, waarna Mills wordt gedwongen (omdat het "Stan Agate" niet lukt) de locomotief met de eerste twee wagons naar Bridego Bridge te rijden, waar de rest van de treinrovers staat te wachten, zo'n driekwart kilometer verderop.
- De rovers bestormen de trein en overmeesteren de postsorteerders (die worden vastgebonden), waarna zij in ongeveer een kwartier 120 van de 128 geldzakken inladen in het gereedstaande konvooi en vertrekken.
- 04.30 - De treinrovers arriveren rond dit tijdstip weer op Leatherslade Farm.

### Nasleep
- 14 augustus 1963 - Het eerste bendelid, Roger Cordrey, en een vriend die hem helpt onderduiken, William Boal, worden gearresteerd in Bournemouth.
- 20 januari 1964 - De rechtszaak tegen Cordrey, Boal en de andere inmiddels gearresteerde verdachten begint.
- 15 april 1964 - De treinrovers worden veroordeeld tot gevangenisstraffen oplopend tot 30 jaar.
- 12 augustus 1964 - Charles Wilson ontsnapt uit de gevangenis in Birmingham, maar wordt in 1968 opgespoord en alsnog gevangengezet.
- 8 juli 1965 - Ronnie Biggs ontsnapt uit de gevangenis in Wandsworth. Hij weet 36 jaar uit handen van de politie te blijven, totdat hij in 2001 vrijwillig vanuit het buitenland naar Groot-Brittannië terugkeert, waar hij onmiddellijk wordt gearresteerd en opgesloten.
- 28 februari 1970 - Jack Mills, de machinist, overlijdt - mede als gevolg van verwondingen toegebracht op het moment van de overval.
- 6 januari 1972 - David Whitby, de tweede machinist overlijdt mede vanwege het trauma dat hij bij de overval overliep (34 jaar).

Van het gestolen geld (2,6 miljoen pond) werd uiteindelijk minder dan 400.000 pond teruggevonden.

## Nalatenschap
Over deze treinroof werd een documentaire gemaakt voor de televisieserie Great Crimes and Trials. De film Buster uit 1988 behandelt het wedervaren van Buster Edwards en Bruce Reynolds, die met hun deel van de buit naar Mexico vluchtten. Buster Edwards wordt door Phil Collins gespeeld.
Op de dag dat Ronnie Biggs overleed, 18 december 2013, zond de BBC het eerste deel van de tweedelige tv-miniserie The Great Train Robbery uit, geregisseerd door Julian Jarrold en James Strong.
Er werden meerdere boeken over het onderwerp geschreven, onder meer door Robert Ryan het boek Signal Red uit 2010, met een nawoord van Bruce Reynolds.